# Alla hans ex
Alla hans ex (engelska: Little Black Book) är en amerikansk romantisk komedi-film från 2004.

## Handling
Stacy och hennes pojkvän Derek lever lyckliga tillsammans. Men när Derek reser bort för några dagar börjar Stacy rota i hans förflutna, och har snart letat upp några av hans ex-flickvänner. Vad som började som något litet och oskyldigt blir snart betydligt värre...

## Om filmen
Filmen är inspelad i Boston, Los Angeles och New York. Den hade världspremiär i USA den 6 augusti 2004 och svensk premiär den 20 november 2007.

## Rollista (i urval)
| Brittany Murphy    | – Stacy            |
| Holly Hunter       | – Barb             |
| Kathy Bates        | – Kippie Kann      |
| Ron Livingston     | – Derek            |
| Julianne Nicholson | – Joyce            |
| Ron Livingston     | – Derek            |
| Stephen Tobolowsky | – Carl             |
| Rashida Jones      | – Dr. Rachel Keyes |
| Josie Maran        | – Lulu Fritz       |
| Dave Annable       | – Bean             |
| Sharon Lawrence    | – Stacys mamma     |
| Gavin Rossdale     | – Barista          |
| Marshall Allman    | – Trotsky          |
| Johnny Pacar       | – Jamal            |
| Carly Simon        | – sig själv        |